# Sigurd Stridsberg
Sigurd Emanuel Stridsberg, född den 26 november 1895 i Trollhättan, död där den 2 juni 1971, var en svensk företagsledare. Han var son till Ernst Stridsberg.
Stridsberg avlade avgångsexamen vid Filipstads bergsskola 1920. Han blev ingenjör vid aktiebolaget Stridsberg & Biörck 1921 och var verkställande direktör där 1940–1962. Stridsberg blev riddare av Vasaorden 1947. Han vilar på Götalundens kyrkogård.